# SonAir
A SonAir (SonAir Serviço Aéreo, S.A.) é uma empresa de aviação angolana subsidiária da empresa petrolífera estadual Sonangol.
Criada com o nome Divisão Aeronáutica da Sonangol, foi fundada em 10 de Outubro de 1979 em Luanda. O negócio principal da Sonair é apoiar a indústria do petróleo. Em 1998 adoptou o nome SonAir (SonAir Serviço Aéreo, S.A.).
As SonAir operações em Angola são vôos com destinos aCabinda, Catumbela, Lubango e Soyo com duas aeronaves Fokker 50, um Airbus A319, três aeronaves Boeing 737-700. e um De Havilland Canada Dash 8.
A rota internacional da SonAir cobre Luanda-Houston (chamado "Houston Express"), operado pela Atlas Air.

## Frota

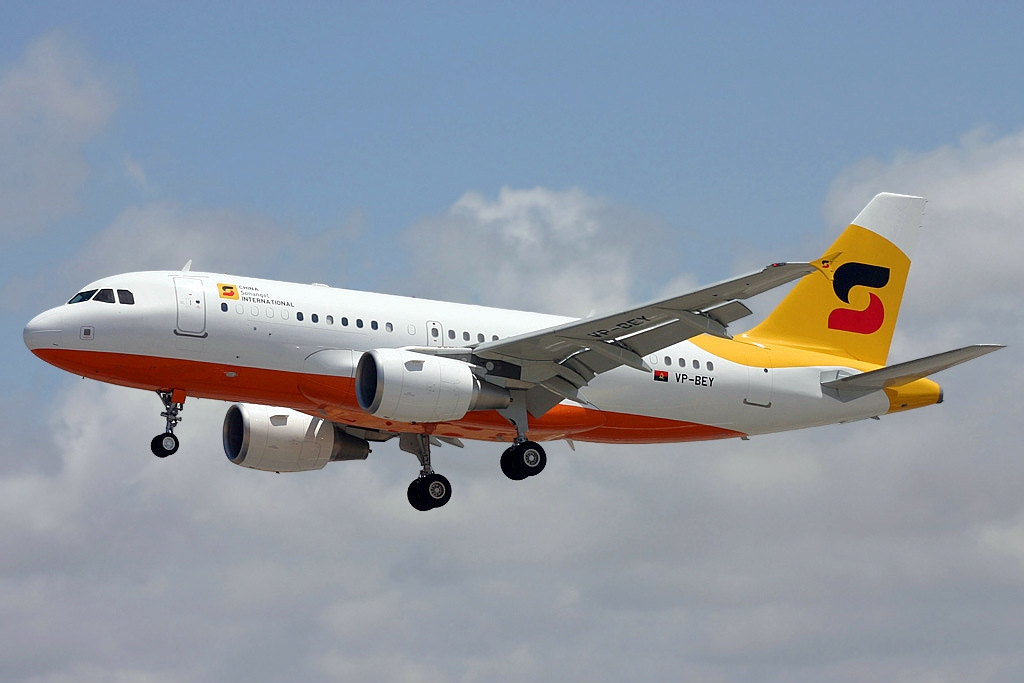
Airbus A319 da SonAir.

Em abril 2014 a SonAir tinha as seguintes aeronaves:
| Tipo de Aeronave | ativo | pedido | Observações            |
| ---------------- | ----- | ------ | ---------------------- |
| B747-481         | 2     |        | operado pela Atlas Air |
| B727-100(F)      | 1     |        | Cargo Division         |
| Airbus A319-100  | 1     |        | Vip Divison            |
| B737-700         | 2     |        | Winglets               |
| Total            | 6     |        |                        |